# Golden Chick
A Golden Chick, anteriormente conhecida como Golden Fried Chicken, é uma franquia de restaurantes de fast food com sede em Richardson, Texas. Mark Parmerlee, diretor da Golden Tree Restaurants atua como presidente e chairman.

## História
Em 1967, os fundadores Howard e Jacque Walker tiveram uma ideia de ouro. Eles abriram o primeiro Golden Fried Chicken em San Marcos, Texas, servindo uma delícia artesanal de dar água na boca que os moradores locais não conseguiam resistir. O local original foi transferido, mas o sabor que deu início a tudo continua forte!
A franquia começou em 1972. Uma década depois, a franquia cresceu para vários restaurantes, principalmente na região central do Texas, com foco em cidades como Houston, Austin e San Antonio. Eventualmente, expandiu-se para fora do Metroplex de Dallas-Fort Worth e, em seguida, cruzou a fronteira estadual para Oklahoma. Atualmente, há 211 restaurantes em operação no Texas, Oklahoma, Geórgia, Luisiana, Mississippi e Flórida. Em 2022, a Golden Chick foi incluída na lista das 200 maiores marcas de restaurantes dos Estados Unidos da Nation's Restaurant News (nº 142). Com foco em inovação e crescimento, a Golden Chick concluiu recentemente seu terceiro restaurante construído de forma modular.
Desde 1985, o principal item do cardápio da cadeia tem sido o frango empanado, registrado como Golden Tenders®. Em 1992, o Golden Fried Chicken foi abreviado para seu nome atual, Golden Chick. A marca familiar é a criadora do Original Golden Tenders® empanado à mão e do Big & Golden® Chicken Sandwich, além de outros itens do cardápio inspirados no chef, incluindo o frango Golden Roast frito e assado no forno.
Em 2017, a Golden Chick comemorou seu 50º aniversário e patrocinou o Texas Country Reporter.
A empresa controladora da Golden Chick, a Golden Tree Restaurants, tem outras subsidiárias: Heff's Burgers, Jalapeno Tree, JC's Burger House e Texadelphia.